# Toona ciliata
Toona ciliata M.Roem., 1846 è una pianta della famiglia delle Meliacee, originaria dell'Asia sud-orientale, comunemente noto come cedro rosso o mogano indiano

## Descrizione

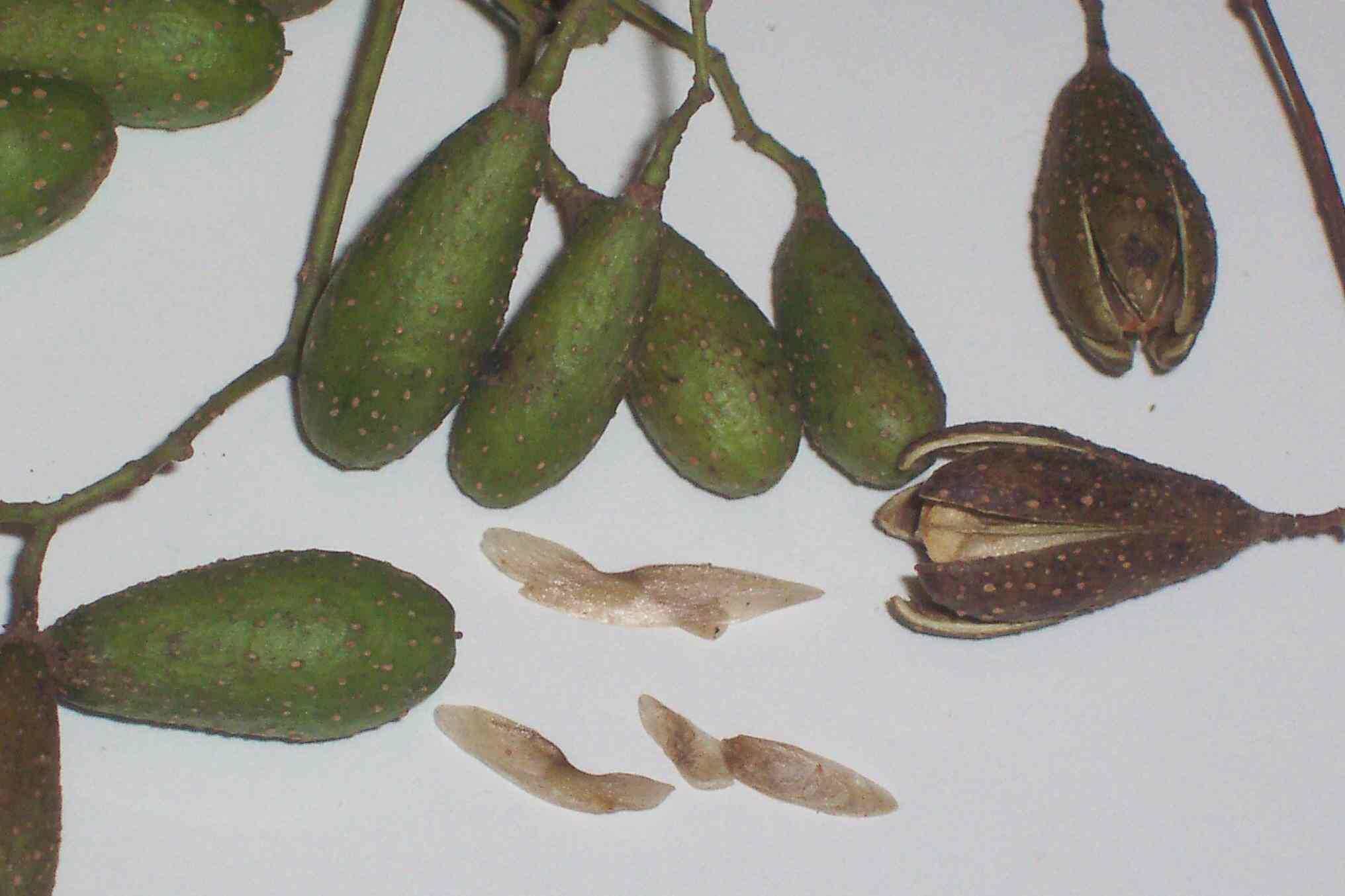
Frutti e semi

È un grande albero deciduo con fusto che raggiunge altezze di 20–30 m, ricoperto da una corteccia di colore variabile dal grigio scuro al bruno rossastro.

Le foglie, imparipennate, sono lunghe da 30 a 90 cm long, composte da 11-29 foglioline lanceolate, opposte o alternate, lunghe 5–15 cm, con margine intero o lievemente ondulato e apice acuminato.

I fiori, di color crema, piccoli e profumati, sono riuniti in infiorescenze terminali.

Il frutto è una capsula oblunga di colore bruno scuro, lunga 1,8-2,5 cm e larga 0,5-0,8 cm, che contiene semi alati lunghi 13–15 mm.

## Distribuzione e habitat
La specie è nativa dell'Asia sud-orientale (Pakistan, India, Bangladesh, Nepal, Myanmar, Cina, Cambogia, Laos, Thailandia, Vietnam, Indonesia, Malaysia, Papua Nuova Guinea, Filippine). È stata introdotta e si è naturalizzata in Australia e nell'Africa subsahariana (Kenya, Mauritania, Sierra Leone, Tanzania, Uganda, Zambia, Zimbabwe e Sudafrica).
Predilige ambienti umidi come le gole, le rive dei corsi d'acqua e persino le paludi.

## Usi

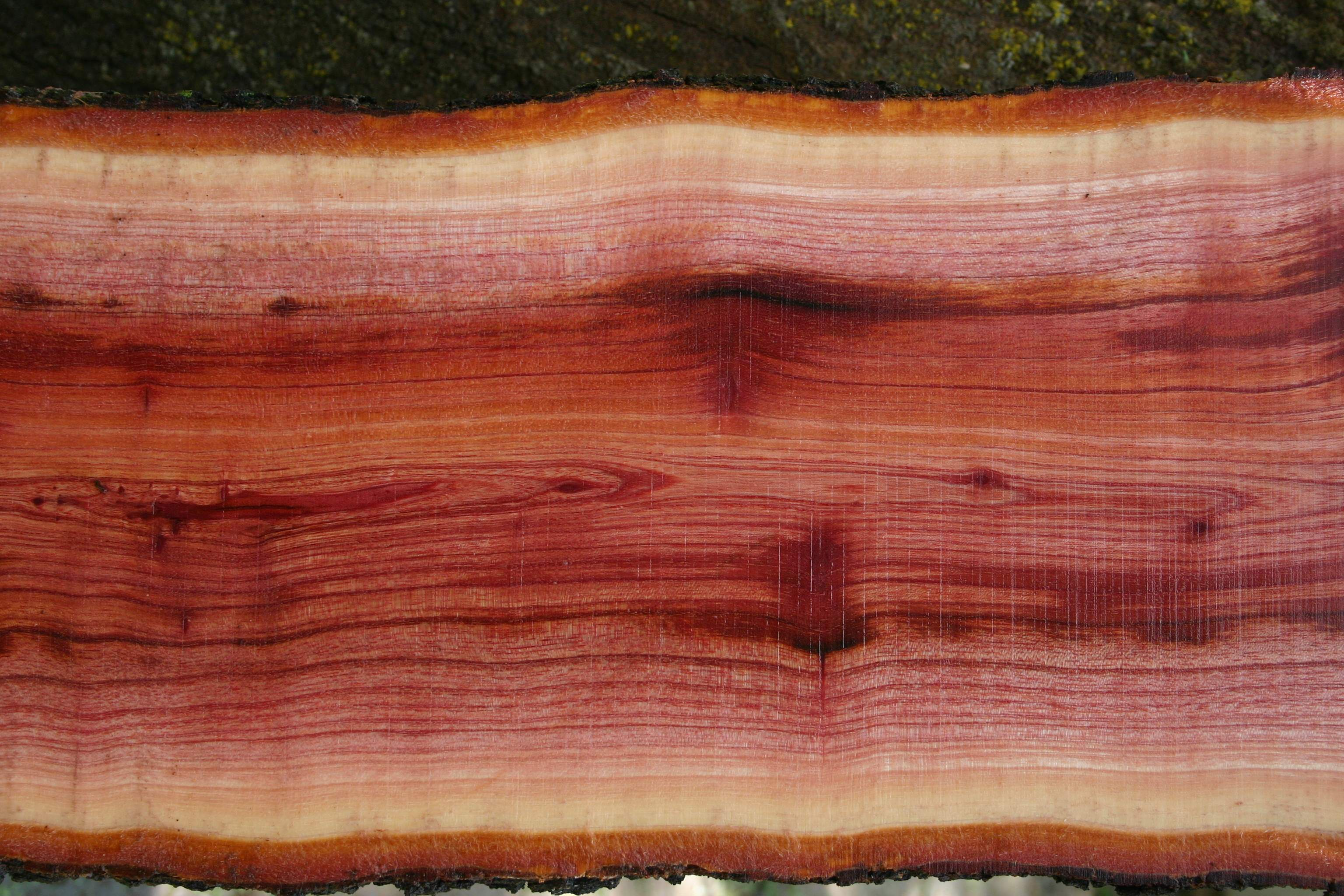
Legname

Il legname, apprezzato in ebanisteria, presenta alburno di colore bianco-rosato o giallo-marrone pallido e durame marrone chiaro con venature rossastre. Dopo il taglio si scurisce virando verso il bruno rossastro. È stato usato intensivamente per la costruzione di barche, mobili, strumenti musicali, scatole di sigari, scatole di fiammiferi, contenitori per alimenti, pannelli decorativi e impiallacciatura, rivestimenti interni, serramenti e come materiale da costruzione.